# Провід українських націоналістів
Про́від украї́нських націоналі́стів (ПУН):
1) З 1927 року — орган для координації діяльності українських націоналістичних організацій.

2) З 1929 року — керівний орган Організації українських націоналістів.

## ПУН як координатор націоналістичних організацій
У 1927 році у Берліні відбулася Перша Конференція Українських Націоналістів, учасники якої поставили перед собою завдання консолідувати українські сили на еміграції і Україні для продовження боротьби за її національне і соціальне визволення.
На конференції було ухвалено рішення про створення Проводу Українських Націоналістів (ПУН), для координації діяльності націоналістичних організації. Було також засновано офіційне видання ПУН журнал «Розбудова Нації».
В квітні 1928 в Празі відбулася Друга Конференція Українських Націоналістів, на якій було ухвалено рішення про проведення в наступному році Конгресу Українських Націоналістів.

## ПУН як керівний орган ОУН
З 28 січня до 3 лютого1929 року у Відні відбувся Перший Великий Збір ОУН, відомий як Конгрес українських націоналістів. На ньому було проголошено створення ОУН на чолі з полковником Коновальцем, озвучені загальні світоглядні засади, політичне бачення ситуації та устроєві форми організації. Тоді ж ПУН став керівним органом ОУН.
У середині 1939 року ПУН створює Комісію Державного Планування.
Для керівництва діяльністю ОУН на західноукраїнських землях було сформовано виконавчий орган — Крайову Екзекутиву ОУН.

## Члени ПУН
- Євген Коновалець (*14.06.1891 — † 23.05.1938)
- Андрій Мельник (12.12.1890 — † 1.11.1964)
- Роман Сушко (9.03.1894 —  † 14.01.1944)
- Омелян Сеник (19.01.1891 — † 30.08.1941)
- Ярослав Барановський (10.07.1906 — † 11.05.1943)
- Микола Капустянський ( 1.02.1879 — † 19.02.1969)
- Микола Сціборський (28.03.1898 — † 30.08.1941)
- Олег Кандиба ( 27.07.1907 — † 10.06.1944)
- Віктор Курманович (26.11.1876 — † 18.10.1945)
- Євген Онацький ( 13.01.1894 — † 27.10.1979)
- Вассиян Юліан (12.1.1894 — † 3.10.1953)
- Володимир Мартинець (15.07.1899 — † 10.12.1960)
- Дмитро Андрієвський (27.09.1892 — † 30.08.1976)
- Чемеринський Орест, референт пропаганди (1910 — † 02.1942)
- Рогач Іван Андрійович (*1914 — † 18.02.1942)
- Ріхард Ярий (14.04.1898 — † 20.05.1969)

## Члени ПУН (бандерівського)
- Степан Бандера (01.01.1909 - † 15.10.1959).
- Ярослав Стецько (19.01.1912 - † 5.07.1986).
- Ріхард Ярий (14.04.1898 — † 20.05.1969).
- Дмитро Мирон-Орлик (4.04.1941 — † 25.07.1942).
- Гасин Олекса-«Лицар» як шеф військової референтури (04.1941 — † 31.01.1949).